# Giuseppe Tornatore
Giuseppe Tornatore (n. 27 mai 1956, Bagheria, Sicilia, Italia) este un regizor de film italian.

## Filmografie

### Regizor
- 1986 Profesorul (Il camorrista)[8][9]
- 1988 Cinema Paradiso (Nuovo Cinema Paradiso)
- 1990 Cu toții sunt bine (Stanno tutti bene)
- 1991 Mai ales duminica (La domenica specialmente, segmentul „Il cane blu”)
- 1994 O pură formalitate (Una pura formalità)
- 1995 Omul din stele (L'uomo delle stelle)
- 1995 Lo schermo a tre punte (documentar)
- 1996 Ritratti d'autore: seconda serie (documentar)
- 1998 The Legend of 1900  (La leggenda del pianista sull'oceano)
- 2000 Malèna
- 2006 Necunoscuta (La sconosciuta)
- 2009 Baarìa
- 2013 The Best Offer (La migliore offerta)
- 2016 Corespondența (La corrispondenza)
- 2021 Ennio - The Maestro